# Helge Thiis

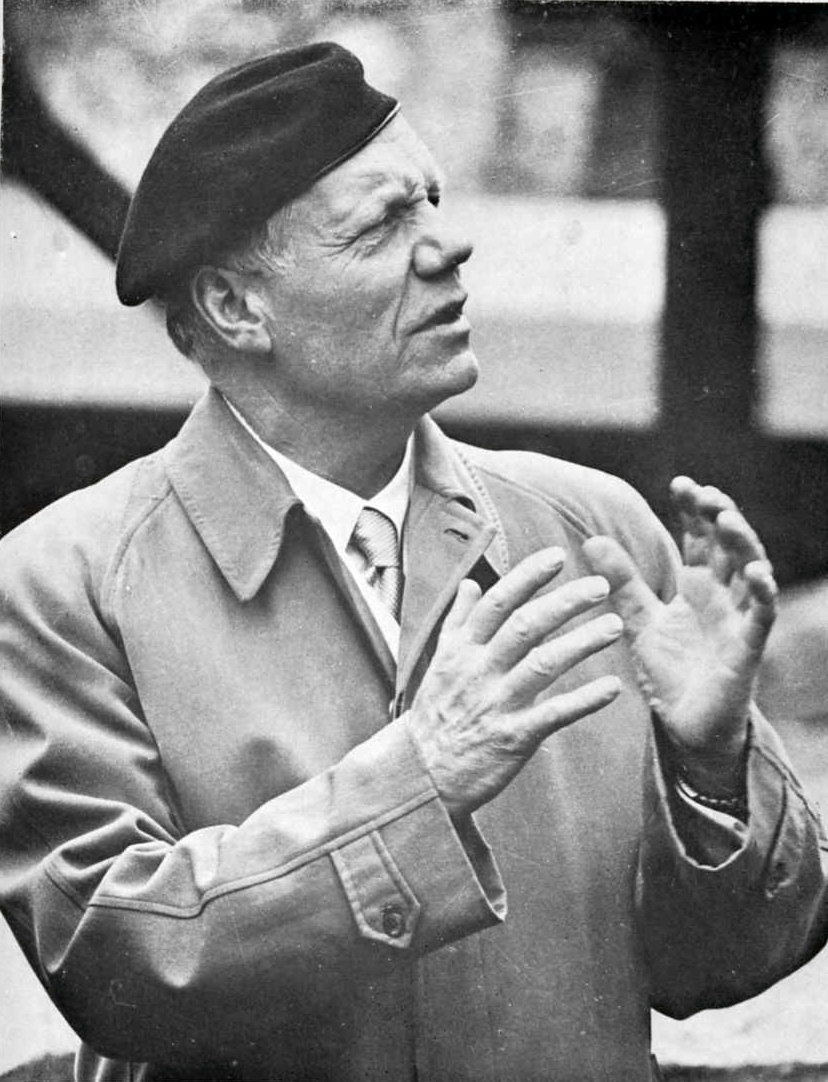
Helge Thiis (1897–1972)

Helge Thiis (* 16. August 1897 in Trondheim; † 1. August 1972 ebenda) war ein norwegischer Architekt und ab 1930 Dombaumeister am Nidarosdom in Trondheim. Als Gewinner des Wettbewerbs wurde er mit der Renovierung des Doms beauftragt, dessen neugotische Westfassade mit 57 Statuen von Abraham bis Franz von Assisi er 1968 vollendete. Sein Plan für die Umgestaltung des Hauptturms wurde vom norwegischen Parlament zunächst angenommen, ist aber nie durchgeführt worden. Über sein eigenes Architekturbüro errichtete er private Wohnhäuser im funktionalistischen Stil und renovierte alte Holzkirchen. Er entwarf auch Inneneinrichtung wie Kronleuchter, gusseiserne Öfen und Möbel. Er hatte drei Töchter, die alle einen künstlerischen Beruf einschlugen.

## Leben

### Eltern und Geschwister
Helge Thiis, Fotografie 1954

Link zum Bild

Helge Thiis war das zweite Kind des Kunsthistorikers und Museumsleiters Jens Thiis (1870–1942) und der Ragna Vilhelmine Dons (1870–1939), Enkelin der Schriftstellerin Vilhelmine Ullmann. Seine Geschwister waren Eva (* 1896 in Paris), Else (* 1898 in Trondheim) und Ragna (* 1909 in Kristiania). Else Thiis heiratete den Archäologen und Museumsdirektor Sigurd Grieg. Ragna, mit dem Kunsthistoriker Nic. Stang verheiratet, wurde unter dem Namen Ragna Thiis Stang selbst als Kunsthistorikerin bekannt.
Vater Jens Thiis war Direktor des Trondheimer Nordenfjeldske Kunstindustrimuseums. 1908 übernahm er die Leitung von Statens Kunstmuseum (Staatliches Kunstmuseum), 1920 in Nasjonalgalleriet (Nationalgalerie) umbenannt; und die Familie zog nach Kristiania (Oslo) um und wohnte in Oscarsgate 1a 1. Stock (1910), später in Staffeldts gate 6 (1920).

### Ausbildung und frühe Berufsjahre
Helge Thiis legte 1915 als Externist das Abitur (Examen artium) ab und studierte anschließend bis 1919 Architektur an der Kungliga Tekniska Högskolan (Königliche Technische Hochschule) in Stockholm, wo er von Sigurd Curman und Gunnar Asplund unterrichtet wurde. 1920–1923 arbeitete er als Assistent in verschiedenen Architekturbüros, zunächst bei Arnstein Arneberg in Kristiania, dann in Stockholm bei Curman und später bei Asplund, und zuletzt wieder in Kristiania im Büro Andreas Bjercke und Georg Eliassen. Das waren „Architekten, die der norwegischen Architektur ihren Stempel aufgedrückt haben und die es verstanden, einen energischen jungen Mann zu inspirieren und ihn auf die großen Aufgaben des Lebens vorzubereiten.“

### Ehe und Kinder
Das Künstlerehepaar Greta und Helge Thiis mit ihren Töchtern. Fotografie um 1941, Sverresborg Trøndelag Folkemuseum

Link zum Bild

Am 28. Oktober 1923 heiratete Helge Thiis in Stockholm die Schwedin Greta Wilhelmina Swenborg (* 25. Mai 1896 in Sollefteå; † 2. September 1982 in Trondheim), Tochter des Postmeisters in Linköping Jöns Swenborg (1853–1936) und der Kerstin Lundquist (1858–1930). Dem Ehepaar wurden drei Töchter geboren, die alle einen künstlerischen Beruf einschlugen: Aina Carina (* 1924 in Kristiania) heiratete den Bildhauer Kristofer Leirdal und wurde als Aina Leirdal eine bekannte Keramikerin. Tone Kristina (* 1928 in Oslo) trat unter dem Namen Tone Thiis Schjetne als Bildhauerin hervor. Ragna Marina (* 1940 in Trondheim) war Designlehrerin und Glasmalerin. Auch die Mutter Greta malte ab 1935 Bilder im naiv-realistischen Stil und gründete und leitete ab 1949 die Trondheimer Kunstschule.

### Eigenes Architekturbüro
Frisch verheiratet, und im Besitz des Stipendiums Henrichsens Legat, unternahm Helge Thiis 1923–1924 eine Studien- und Hochzeitsreise nach Italien. Nach seiner Rückkehr eröffnete er in Oslo sein eigenes Architekturbüro, das mit der Renovierung alter Holzkirchen und dem Entwerfen privater Wohnhäuser im funktionalistischen Stil beschäftigt war. Er interessierte sich auch für Interieurs wie Kronleuchter und gusseiserne Öfen, mit denen er auch an Ausstellungen teilnahm. Für den Entwurf von Möbeln für Kleinwohnungen gewann er 1925 den 1. Preis in einem Wettbewerb. 1927–1928 wurde er von Jens Dunker als Assistent bei der Errichtung von Det Nye Teater in Oslo engagiert. Danach folgte eine neuerliche Studienreise, diesmal nach Niederlande, Belgien und England.
Die in den Quellen genannten Kunstkritiken von Thiis, die 1926–1928 in der Zeitschrift Nationen erschienen, wurden von der Kunstgeschichte bisher nicht im Detail identifiziert. Seine Beiträge zur Zeitschrift Byggekunst und seine Würdigung des romantischen Malers Theodor Kittelsen in Ord och Bild stehen in Zusammenhang mit Thiis‘ Interesse an dekorativer Kunst.

### Dombaumeister

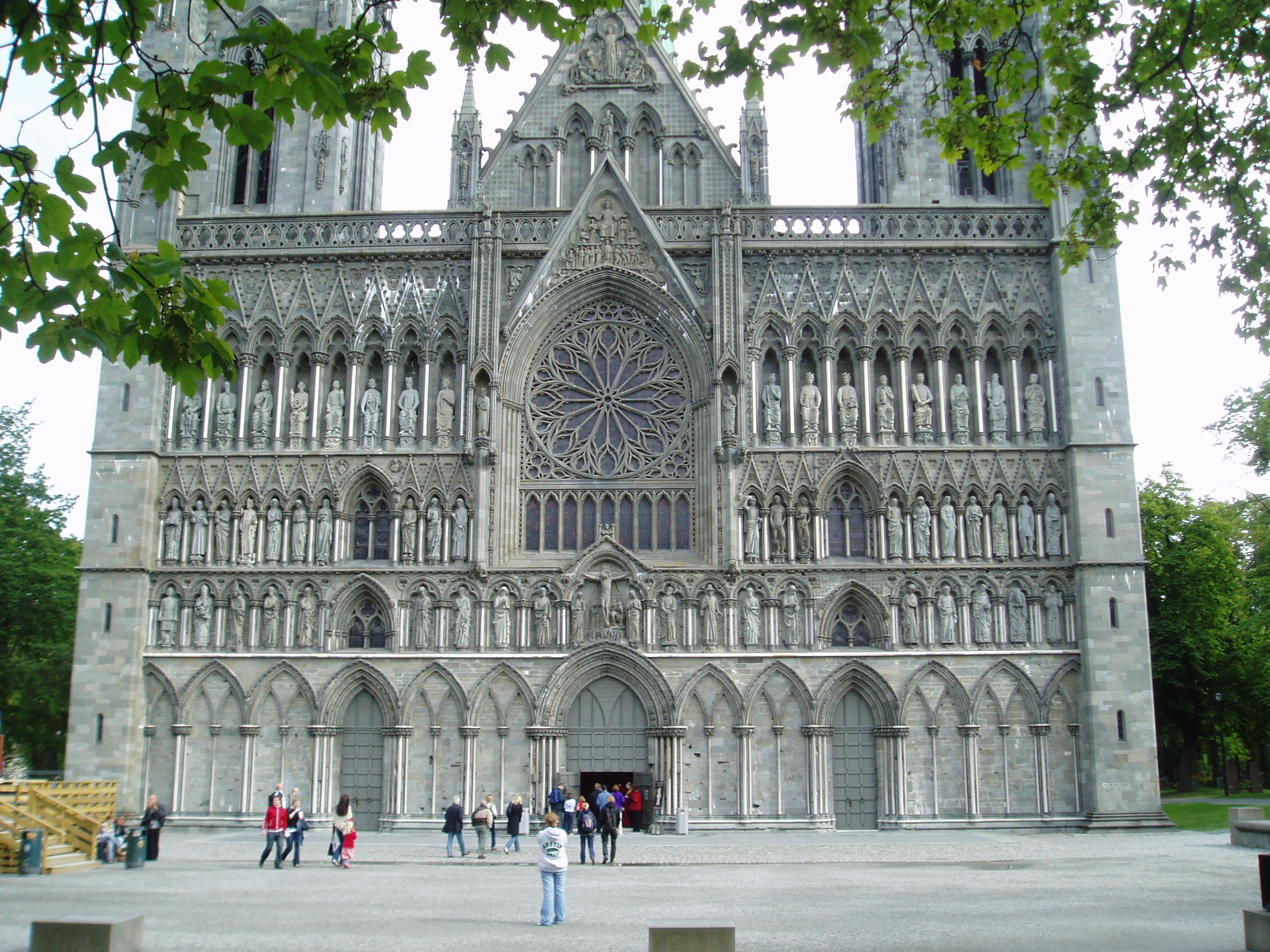
Westfassade des Nidarosdoms in Trondheim

1929 gewann Thiis den Architekturwettbewerb für den Wiederaufbau des Nidarosdoms. Dies umfasste die Fertigstellung der Westfassade und die Neugestaltung von Hauptturm und Achteckhelm. 1930, im Jahr des Olavsjubliläums, wurde er zum Dombaumeister ernannt und er hatte dieses Amt bis zum seinem Lebensende 1972 inne.
„Die Väter in Eidsvoll sahen im Nidarosdom ein nationales Symbol, und die Welle der Begeisterung, die sich in glitzernder Hoffnung erhob, als 1869 mit der Restaurierung begonnen wurde, ist in den vielen Jahren, in denen die Restaurierung andauerte, nicht abgeebbt. […] Herausragende Architekten wurden mit dem Werk in Verbindung gebracht, und Namen wie Christian Christie und Olaf Nordhagen sind für immer in die Geschichte des Doms eingegangen.“
Die Westfassade war ursprünglich mit Skulpturen geschmückt gewesen, die jedoch bis auf fünf – oder Teile davon – verlorengegangen waren. Eine Rekonstruktion anhand archäologischer Funde war also nicht mehr möglich, vielmehr war eine „künstlerische Aufgabe im Geiste der Gotik“ zu leisten. Ein alter Kupferstich von Jacob Maschius aus dem Jahr 1661 gab „eine Richtlinie für die gesamte erste Bildreihe und einen Hinweis auf die Form der zweiten Reihe.“
Bei der Gestaltung der Westfassade behielt Thiis die Orientierung an der englischen Schirmfassade gotischer Kathedralen bei. „Er versteht seine Lösung als eine Komplettierung in hochgotischem Geist, um die Westfassade mit einer reichen skulpturalen Gestaltung zu versehen. So führt er auch zahlreiche Zeichnungen zur dekorativen Ausgestaltung aus. Insgesamt betrachtet er die Vollendung des Doms als eine rein künstlerische Aufgabe, nicht als originalgetreue Rekonstruktion.“

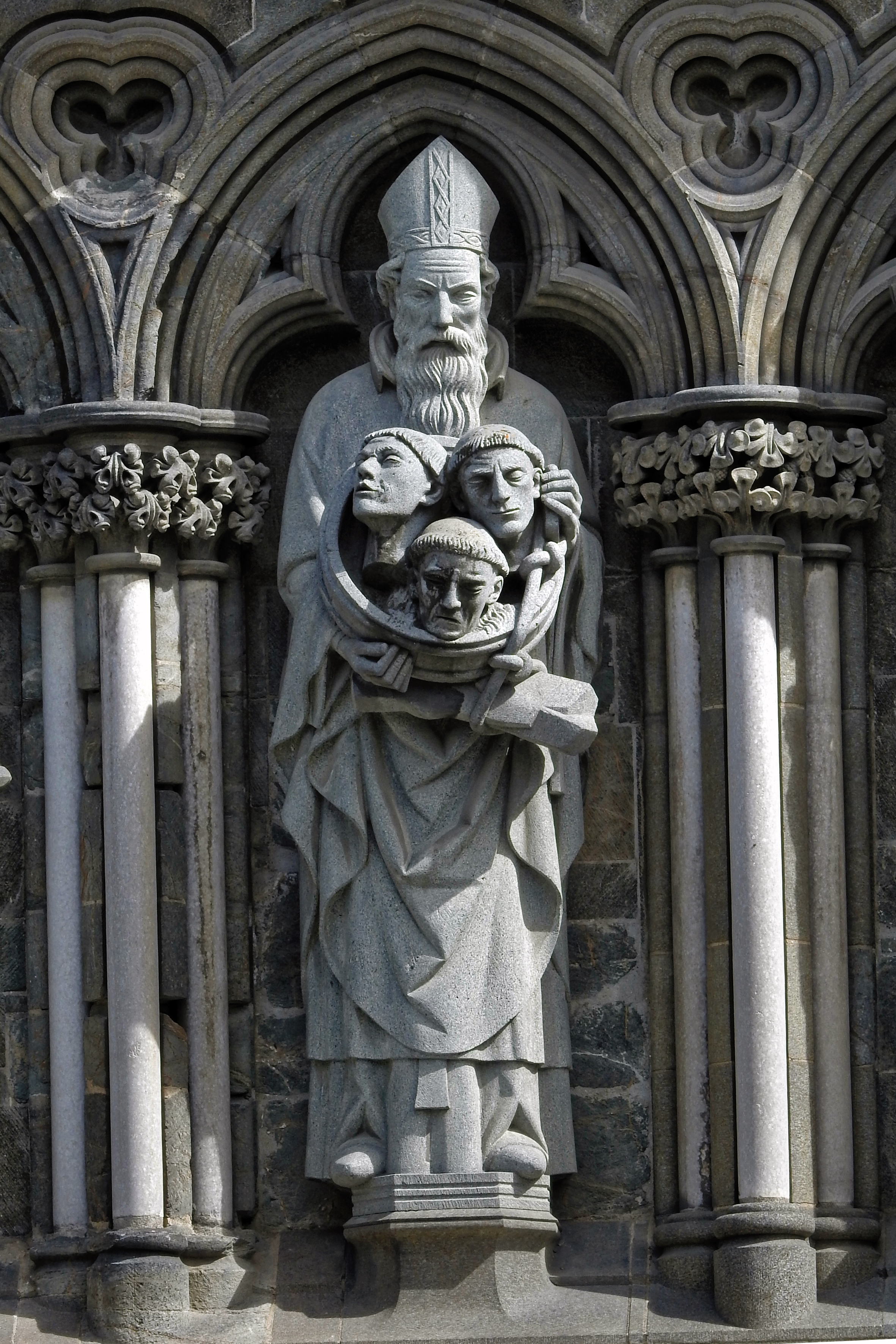
Bischof Sigurd, für den der Dichter Aasmund Olavsson Vinje Modell stand, mit den Köpfen seiner drei Neffen, die die Gesichter der Architekten Gudolf Blakstad, Herman Munthe-Kaas und Helge Thiis tragen. (Gestaltet von Dyre Vaa).

„Eine der Figuren zu erschaffen dauerte 18 Monate. Sie basieren teils auf Originalvorgaben, teils auf Phantasie und stellen biblische und geschichtliche Personen dar. Bekannte Bildhauer schufen die Werke, unter ihnen auch Gustav Vigeland und Dyre Vaa. […] Da man annahm, dass die mittelalterlichen Originalfiguren oft nach lebenden Vorbildern modelliert wurden, übernahm man teilweise diese Methode.“ Z. B. dienten die Gesichter von Helge Thiis, Gudolf Blakstad und Herman Munthe-Kaas als Modelle für die Neffen von Bischof Sigurd. Die Herstellung der Skulpturen der Westfassade, die teilweise nach Vorlagen von Thiis gestaltet wurden, dauerte bis 1983.
„Thiis platzierte eine dritte Reihe von sechs Königsstatuen in hohen, tiefen Nischen auf beiden Seiten der Fensterrose. Die Reihen werden von einer starken Brüstung gekrönt, und der aufsteigende Teil des Westgiebels ist reich verziert. Die Westtürme haben auf jeder Seite zwei hohe, spitzbogige Öffnungen und sind mit Pyramidendächern versehen. Der Hauptturm sollte erhöht werden und die gleiche Hauptform wie die Westtürme erhalten, mit einer geschwungenen Turmspitze. Nach einer Überarbeitung wurde die Anzahl der Bögen in der ‚Königsetage‘ auf acht erhöht, und 1933 wurde der Bau der Westfassade genehmigt, der weitgehend auf dem Wettbewerbsentwurf basierte.“

### Exil in Schweden
Mollie Faustmann (1883–1966): Helge Thiis. Bleistiftzeichnung 1943, Moderna Museet Stockholm

Link zum Bild

1942 musste Helge Thiis nach Schweden fliehen, da er auf einer Todesliste der deutschen Besatzungsmacht stand. Nachdem die Gestapo sein – von ihm selbst 1935 erbautes – Haus in der Gamle Åsvei beschlagnahmt hatte, folgte ihm seine Frau mit den Töchtern nach. Zunächst war er in Stockholm als Architekt tätig, wo Tochter Aina, inzwischen 19-jährig, ein Studium an der Kunsthochschule Konstfack aufnahm. Ab 1944 diente Helge Thiis als Wohlfahrtsoffizier im norwegischen Reservepolizeibataillon in Skålmyra in Dalarna.

### Erneute Arbeit am Nidarosdom
Nach der Befreiung nahm Helge Thiis seine Arbeit als Dombaumeister „mit der gewohnten Energie“ wieder auf. Die beiden Westtürme links und rechts hinter der Schirmfassade wurden ab 1949 umgebaut und 1964 bzw. 1968 fertiggestellt. Hier konzentriert sich der Figurenschmuck in einzelnen Abschnitten zwischen großen, ebenen Wandflächen. Thiis griff auch in die Innenausstattung des Doms ein und entwarf u. a. die Orgelempore an der Westwand des Hauptschiffs.
„Als er 1967 das Rentenalter erreichte, wurde er gebeten, seine Arbeit fortzusetzen, und es gelang ihm nie, sich zur Ruhe zu setzen. Sein endgültiger Entwurf von 1969 für die Neugestaltung des Hauptturms wurde 1971 vom norwegischen Parlament angenommen, aber durch einen neuen Beschluss von 1982 auf Eis gelegt.“
Thiis‘ Arbeit blieb nicht ohne Anerkennung. Neben der Verleihung der eigens für die Renovierung des Nidarosdoms gestifteten Goldmedaille wurde er 1953 zum Kommandeur des Sankt-Olav-Ordens ernannt und 1969 zum Kommandeur mit Stern befördert. Sein Porträt, die von seiner Tochter Tone 1950 aus Speckstein geschnittene Statue des Architekten, steht an der Westfassade zwischen den Patriarchen, Heiligen und Königen.

### Kulturelle Interessen

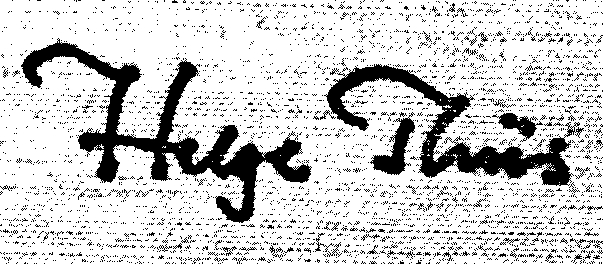
Signatur von Helge Thiis

Helge Thiis war ab 1945 Vorstandsmitglied bzw. Vorsitzender des Trøndelag Teater – was ihn mit dem zeitgleich in Trondheim tätigen Architekten Tycho Castberg verbindet. Als Mitglied des Norwegischen Architektenverbandes war er in vielen Funktionen und auch als Juror bei Wettbewerben aktiv.
„Helge Thiis hatte weitreichende Interessen. Er pflegte das Zeichnen, die Malerei und die Bildhauerkunst, betrieb Gartenbau und Skifahren bis zu seinem gesundheitlichen Versagen, erfreute sich an Theater, Literatur und klassischer Musik und besaß ein umfangreiches Wissen über die Kulturgeschichte. Gleichzeitig war er ein zeitgenössischer Architekt, wie er in seinem eigenen Haus in Trondheim, einer funktionalistischen Villa von 1935, bewies. Mit anderen Worten, er war ein Mann der Renaissance - der die Gotik erneuert hat.“

## Ausbildung
(Quelle: )
- Examen artium 1915

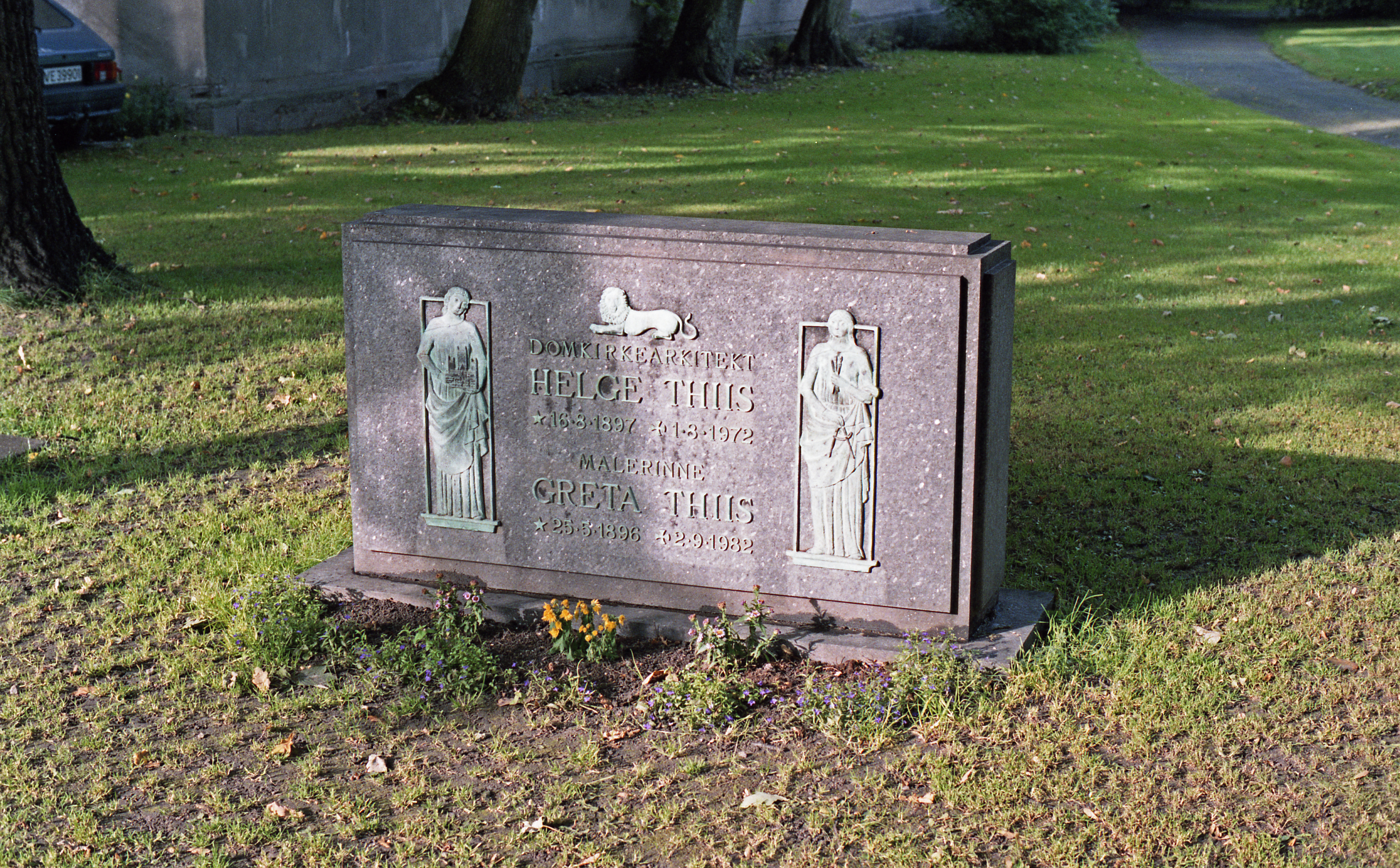
Grab von Helge und Greta Thiis im Domkirkegården Trondheim

- Kungliga Tekniska Högskolan (KTH) in Stockholm, Examen 1919. Während dieser Zeit arbeitete er als Assistent von Professor Sigurd Curman.

## Stipendien und Auslandsaufenthalte
(Quelle: )
- Henrichsens Legat 1923 und 1924
- Studienreise nach Italien 1923–1924
- Niederlande, Belgien und England 1928
- England 1930
- Frankreich 1935
- Frankreich und Italien 1949

## Mitgliedschaften
(Quelle: )
- Mitglied Norske Arkitekters Landsforbund (Norwegischer Architektenverband)
- Vorstandsmitglied Trøndelag Teater 1945–1966, Vorstandsvorsitzender 1945–1955
- Kunstkritiker für Nationen 1924–1929

## Auszeichnungen
- Kommandeur des norwegischen Sankt-Olav-Ordens, 1953[5]
- Nidaros Domkirkes Restaurerings gullmedalje, 1955[12]
- Kommandeur mit Stern des norwegischen Sankt-Olav-Ordens, 1969, für Arbeiten an der Restaurierung des Nidarosdoms[16]

## Realisierte Arbeiten
(Quellen: )

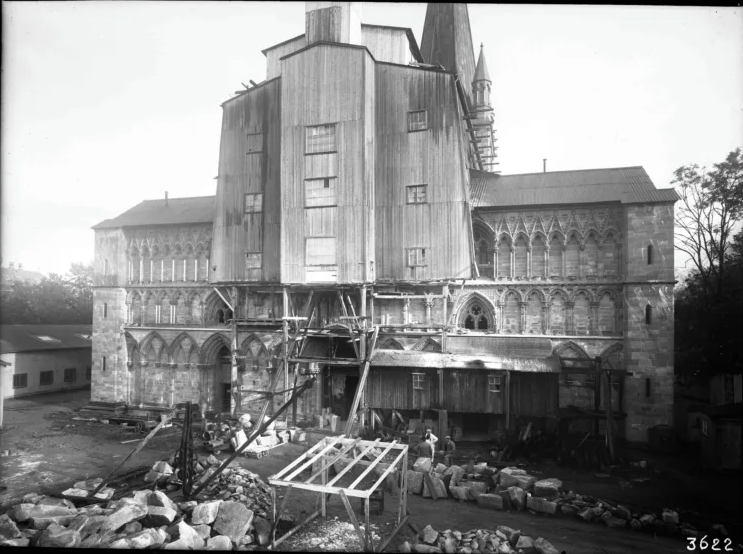
Westfront des Nidarosdoms in Bau (circa 1929)

- Restaurierung der Ål-Kirche, Hallingdal (1925)
- Kronleuchter in der Østre Aker Kirche, Oslo (1927)
- Restaurierung der Giske Kirche, Sunnmøre (1929)
- Villa für Roar Olsen, Smestad, Oslo (1930)
- Villa für Kristian Brandt, Smestad, Oslo (1931), aus Backstein im Funktionalismus
- Rein Kirche in Rissa, Trøndelag (1931–1932), wiedererrichtet nach dem Bauplan der alten Kirche von 1649, die 1888 abgerissen wurde
- Nidarosdom, Trondheim: Oberer Teil der Westfassade und Westtürme, nach dem ersten Preis in einem Wettbewerb 1928–1929, Figurenkapitelle und Giebelbekrönungen an der Westfassade und zahlreiche Innenteile
- Eigene Villa Gamle Åsvei 48, Trondheim (1934–1935), funktionalistischer Holzbau, Erweiterung (1945–1947)
- Apostelfiguren für den Altar der Kirche in Malmberget, Norrbotten (1944), zusammen mit dem Bildhauer Odd Hilt
- Berghaus Helgreseter in Kvikne, Østerdalen (1947)
- Umbau Trøndelag Teater (1949)
- Bischöfliche Residenz, Bispegata 1, Trondheim (1955–1956)
- Villa für Aina Thiis und Kristofer Leirdal in Krogness gate 10, Trondheim (1954)
- Villa To-Pe für Tone Thiis und Per Schjetne in Ellefsens vei 9, Trondheim (1961)

## Projekte
(Quelle: )

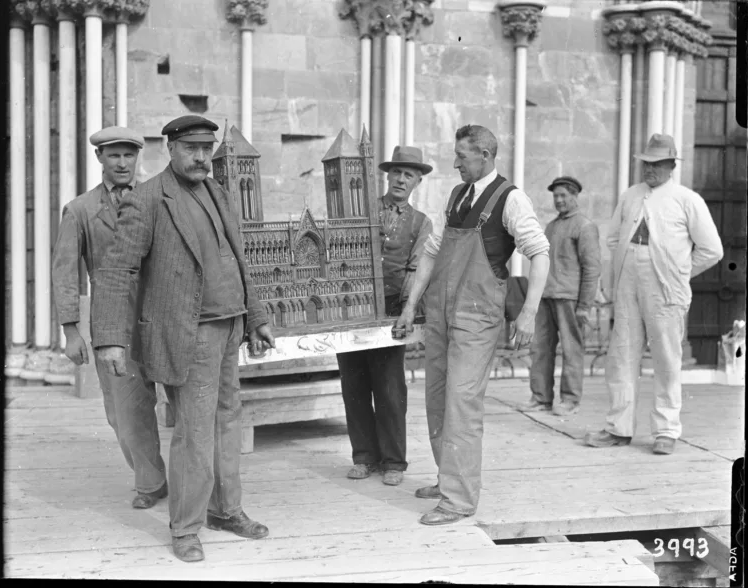
Transport des Modells des Nidarosdoms nach Oslo (1933)

- Entwurf für ein Altersheim in Leiksvold, Ål im Hallingdal (1925)
- 1. Preis im Wettbewerb der Fagforeningenes kooperative Bolig- og Byggeselskap für billige Standardmöbel für kleine Wohnungen (1925)
- Restaurierung der Stabkirche Heddal (1930) zusammen mit Erling Gjone (ab 1952 ausgeführt von Gudolf Blakstad und Herman Munthe-Kaas)
- 2. Preis im Wettbewerb Namsos Kirche (1947) zusammen mit Wilhelm Swensen

## Gemeinschaftsausstellungen
(Quelle: )
- Møbler, 1922, 1923 und 1925
- Foreningen Brukskunsts ovnsutstilling, 1922
- Ovn på Form og Farve, 1924
- Bygge og bo-utstilling, 1925
- Høstutstillingen, 1939

## Verfasste Schriften

### Monografien
- Nidarosdomen i billeder. F. Bruns bokhandels forlag, Trondheim 1953, Neuauflage 1974, ISBN 82-7028-434-3.
- (Übersetzung:) Nidaros cathedral in pictures: English-Français-Deutsch. F. Bruns bokhandels forlag, Trondheim 1974, ISBN 82-7028-435-1.

## Literatur

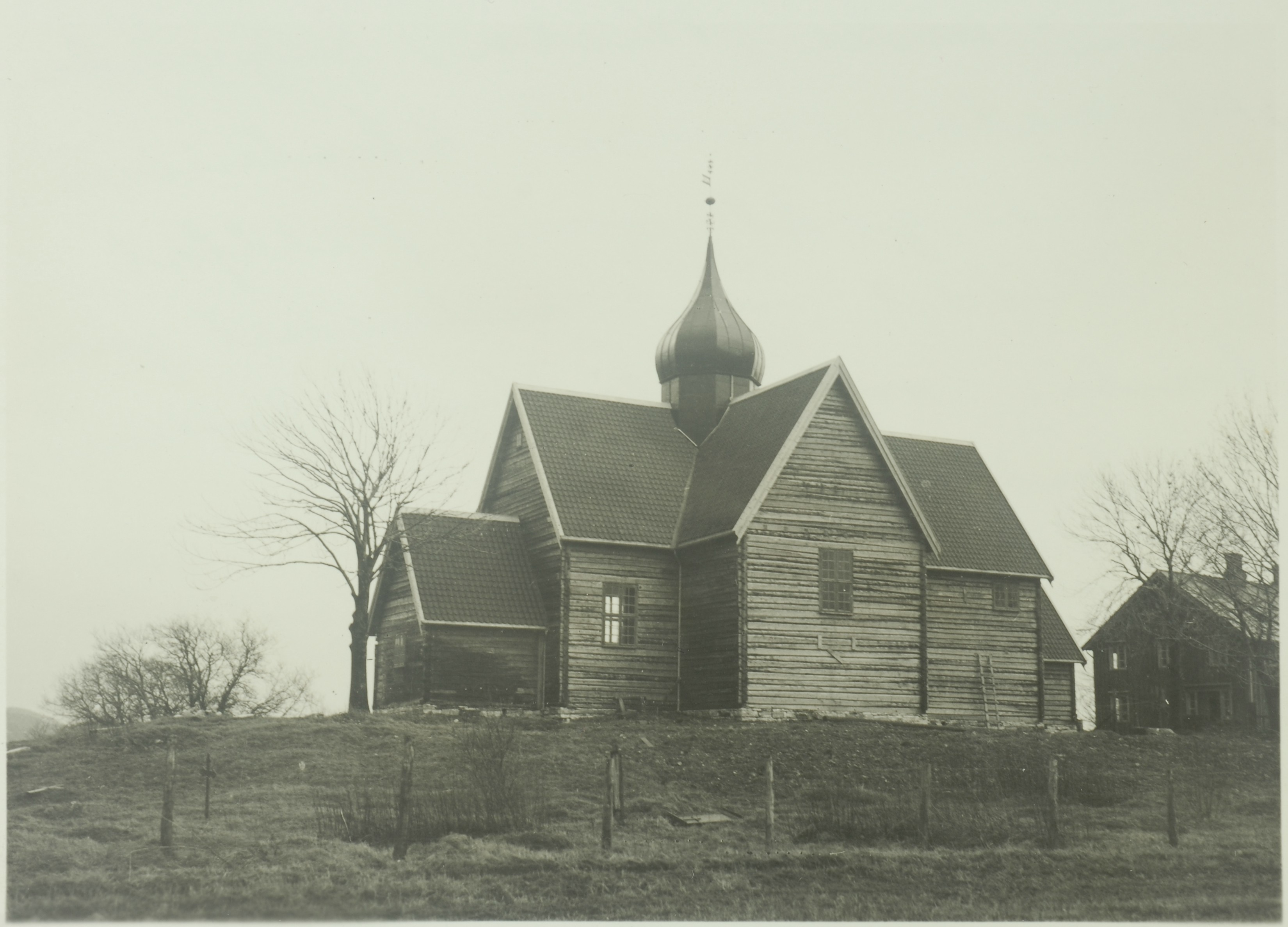
Die alte Rein kirke vor dem Abriss 1888

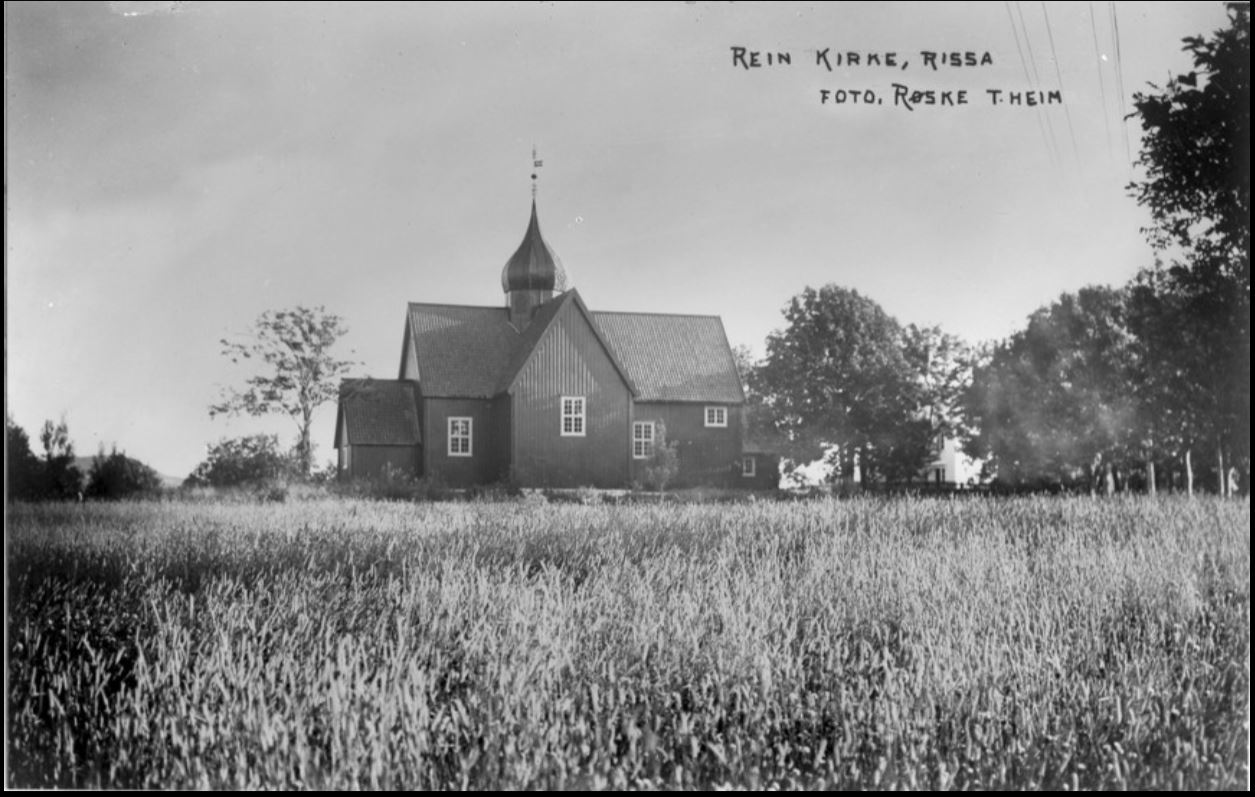
Die neue Rein kirke vor ihrer Einweihung 1932

### Zeitschriftenartikel
- Litt om stabianertermene i Pompeii og romerske bad i almindelighet. in: Byggekunst., 1924, Seite 49–56 (Digitale Version).
- Håndverkernes laugssal i Oslo Håndverk- og Industriforenings bygning. in: Byggekunst., 1927, Seite 147–151 (Digitale Version).
- Dekorasjonene i Hersleb skole. in: Byggekunst., 1927, Seite 155–157 (Digitale Version).
- Theodor Kittelsen, født 1857—død 1914. in: Ord och Bild. 37. Jahrgang 1928, Seite 17–25 (Digitale Version).
- Nidaros Domkirkes restaureringsarbeiter. in: Byggekunst., 1933, Seite 102–106 (Digitale Version).